# Marc Levine
Marc N. Levine (Detroit, 29 de julho de 1952) é um matemático estadunidense.
Levine estudou no Instituto de Tecnologia de Massachusetts (bacharelado em 1974) e obteve um doutorado em 1979 na Universidade Brandeis, orientado por Teruhisa Matsusaka, com a tese The Stability of Certain Classes of Uni-Ruled Varieties. Foi a partir de 1979 professor assistente na Universidade da Pensilvânia em Filadélfia e a partir de 1984 em Boston na Northeastern University, onde foi desde 1986 professor associado e desde 1988 professor. Foi diversas vezes professor visitante na Universidade de Duisburg-Essen, onde trabalhou em colaboração com Hélène Esnault, onde é desde 2009 professor da cátedra Alexander-von-Humboldt.
Foi palestrante convidado do Congresso Internacional de Matemáticos em Pequim (2002: Algebraic Cobordism).

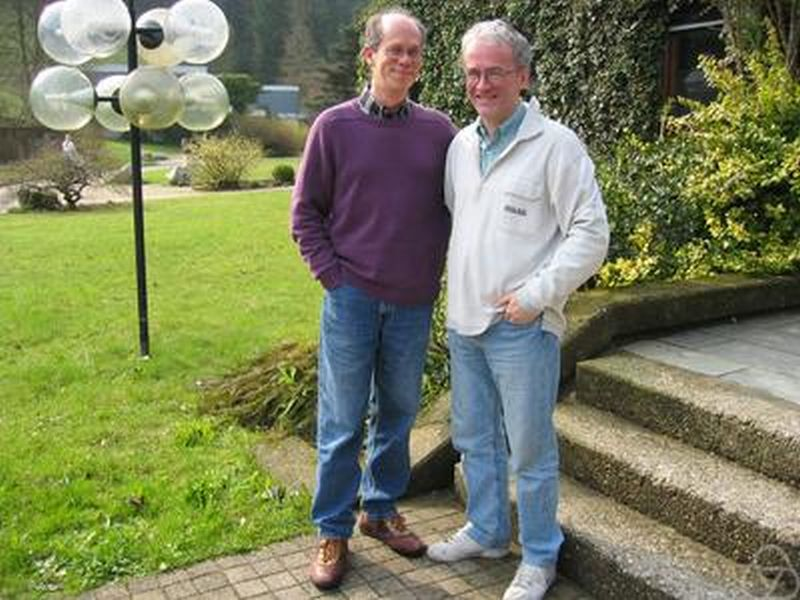
Marc Levine (esquerda) com Fabien Morel, Instituto de Pesquisas Matemáticas de Oberwolfach, 2005

Em 2013 foi eleito membro da Academia Leopoldina.

## Obras
- Mixed Motives, American Mathematical Society 1998
- Mixed Motives, in E.Friedlander, D.Grayson (Herausgeber): Handbook of K-Theory, Volume 1, Springer, 2005, p. 429
- Algebraic Cobordism, ICM 2002, pdf
- com Fabien Morel: Algebraic Cobordism, Springer 2007